# Paul Groussac
Paul-François Groussac (Toulouse, 15 février 1848 - Buenos Aires, 24 juin 1929) était un écrivain, historien, journaliste, critique littéraire et bibliothécaire argentin d’origine française.

## Biographie

### Jeunes années
Paul Groussac, le deuxième des quatre fils de Paul Groussac et de Catherine Piquemal, vit le jour à Toulouse, au sein d’une vieille famille languedocienne, provinciale et catholique, aisée mais vivant sans luxe.
Durant sa jeunesse à Toulouse, il s’appliqua à étudier les auteurs classiques. À la mort de sa mère en 1858, il fut envoyé pour quelques mois à la maison de son grand-père à Sorèze, petite ville du Tarn, au collège de dominicains de laquelle il poursuivit ses études et où il fit la connaissance, et subira l’influence, du père dominicain et écrivain romantique Henri Lacordaire. Victor Hugo sera cependant à cette époque son principal inspirateur.
En 1865, il s’inscrivit tout d’abord à l’École navale, près de Brest, mais peu disposé à s’engager dans la carrière militaire, il entra à l’École des beaux-arts de Toulouse, qu’il quitta cependant bientôt également, découragé par la rigueur des études proposées. Mécontent en outre des secondes noces contractées par son père, il sollicita de celui-ci, et obtint, la permission d'entreprendre un long voyage, mais une fois arrivé à Paris, s’aperçut qu’il n’avait que très peu d’argent pour continuer et, ne voulant pas retourner dans ces conditions, décida de consacrer l’argent qui lui restait à un voyage de seconde main par le premier navire qui appareillerait. C’est ainsi qu’il prit passage, cette même année encore, sur le voilier Anita, en partance pour Buenos Aires. Il portait sur lui une lettre de recommandation du philosophe et ci-devant maire de Toulouse, Adolphe Gatien-Arnoult, à l’attention de son ancien collègue d’université Amédée Jacques (qui avait émigré en Argentine et y avait épousé l’aristocratique Benjamina Augier Echagüe). Groussac allait ensuite rester en Argentine toute sa vie durant.

### Émigration en Argentine et carrière administrative

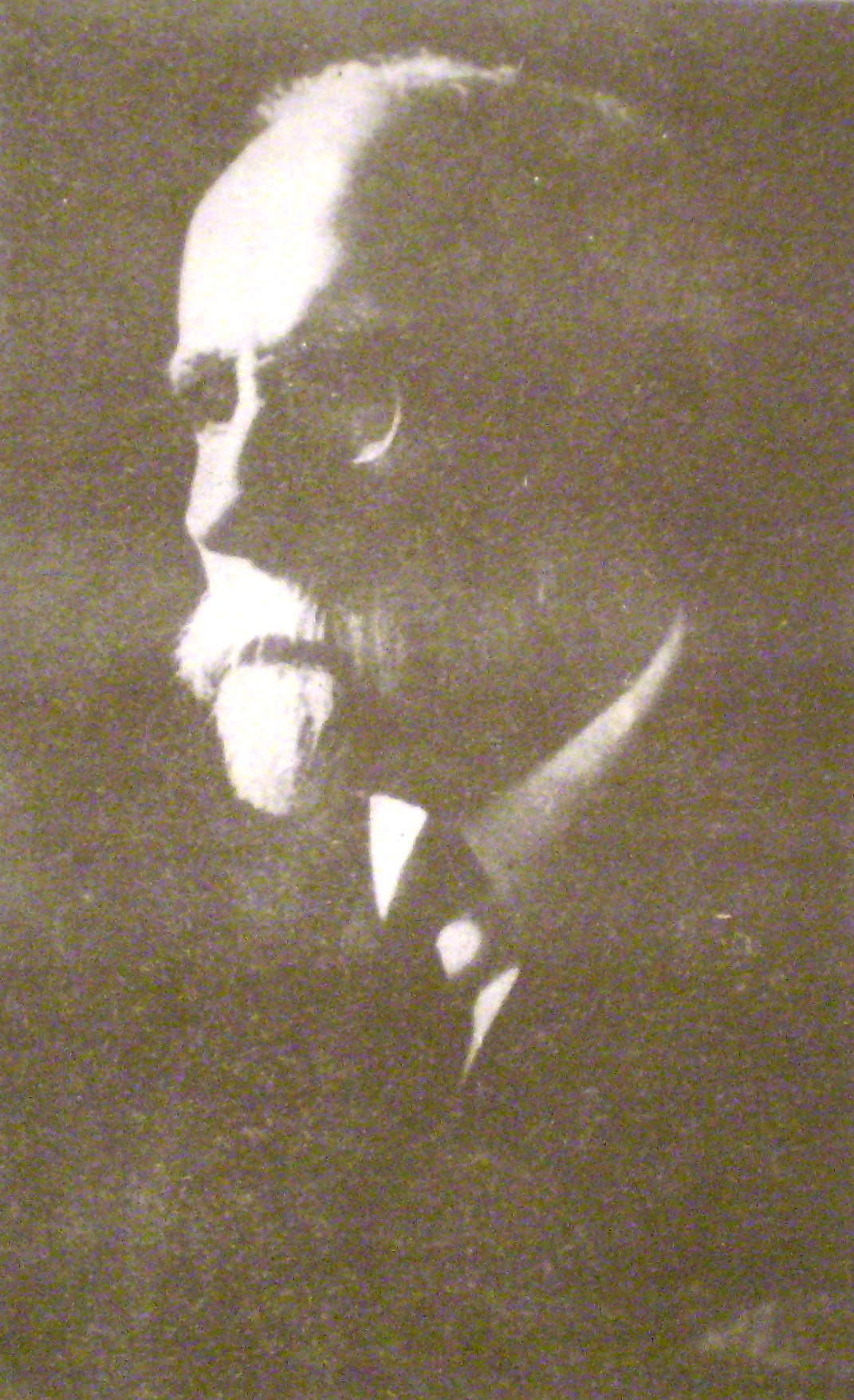
Paul Groussac.

Après avoir débarqué à Buenos Aires, il erra par les rues sans savoir même un seul mot de castillan. Cela lui valut d’être mis un temps en détention, sur le soupçon de simuler sa condition d’étranger afin de se soustraire à la conscription pour la guerre du Paraguay. Le malentendu put être rapidement dissipé grâce à l’intervention du consul, lequel lui procura un emploi comme gardien de moutons à San Antonio de Areco, jusqu’à ce qu’une lettre de son père le requît de retourner à la vie civilisée.
Au cours des dix-sept années suivantes, il donna des cours de mathématiques au Colegio Modelo, puis, ayant étudié en autodidacte dans la bibliothèque, devint chargé de cours à l’école normale et au Collège national. Prenant un intérêt profond pour la langue espagnole, il sut s’élever en grand spécialiste de cet idiome. Il publia dans la Revista argentina et se vit confier par le gouverneur Federico Helguera la direction de La Unión, revue du gouvernement provincial de Tucumán, province dans laquelle il séjourna onze ans. Il écrivit pour le journal La Razón ― dans lequel il fit paraître notamment une étude controversée qu’il avait réalisée au sujet d’une possible implantation des Jésuites dans la province de Tucumán ― pour ensuite assumer lui-même la direction de ce journal. Après avoir été directeur de l’école normale de Tucumán, il fut nommé en 1874 directeur de l’instruction publique de Tucumán et Inspecteur national de l’Éducation, et prit part au premier congrès pédagogique, où il s’érigea en défenseur de la laïcité, prononçant une conférence (qu’il publiera ensuite) sous le titre Estado actual de la Educación primaria en la República Argentina (soit : État actuel de l’enseignement primaire en Argentine). Lors de son bref séjour à Paris en 1883, il publia un article dans le quotidien parisien le Figaro, et depuis Paris encore, envoya ses impressions parisiennes, qui parurent dans El Diario.

### Activités journalistiques et politiques; Bibliothèque nationale
Une année plus tard, en 1884, il s’en revint avec sa famille à Buenos Aires, où il s’installa à nouveau, pour mener désormais une vie plus sociale et plus publique, appuyant telle ou telle candidature gouvernementale ou présidentielle, comme celle de Bernardo de Irigoyen ou de Roque Sáenz Peña. Il avait en 1879 contracté mariage avec une jeune femme appartenant à la haute société, originaire de Santiago del Estero, Cornelia Beltrán Alcorta, fille de José Lino Beltrán Talavera et de Mercedes Alcorta Aranda, et apparentée aux musiciens Amancio Alcorta et Alberto Williams. Il avait fait sa rencontre lors d’un de ses déplacements en qualité d’inspecteur national de l’instruction publique.
À son retour à Buenos Aires, il fonda, conjointement avec Lucio V. López, Delfín Gallo, Roque Sáenz Peña y Carlos Pellegrini, le journal Sud-América, attaché aux idées libérales et opposé au gouvernement portègne. En 1885, année où il adopta la nationalité argentine, il fut derechef désigné inspecteur de l’instruction publique, puis directeur de la Bibliothèque nationale d’Argentine, auparavant Bibliothèque publique de Buenos Aires, sur ordre du président Julio Argentino Roca. Il occupera ce poste jusqu’à sa mort, c'est-à-dire pendant 44 ans. C’est cette même année encore qu’à l’occasion du débat national sur la loi relative à l'Enseignement (Ley de Educación), il eut de vifs désaccords avec la presse cléricale et avec les défenseurs de l’enseignement religieux.
En 1894, alors qu’il était un collaborateur régulier de La Nación et du Courrier du Plata, et qu’il y avait déjà publié nombre d’articles relatant ses voyages à travers l’Amérique, il fonda encore un journal, en français, le Courrier Français, journal du matin, politique, littéraire & commercial, avec le soutien financier de l’industriel Clodomiro Hileret, mais qui cessera de paraître au bout de deux ans. Dans les années suivantes, il se vouera entièrement à la Bibliothèque, l’ordonnant, l’administrant et augmentant considérablement son fonds par l’effet des grandes donations qu’il parvint à susciter.
À la suite d'une opération du glaucome en 1926, il perdit le peu qu’il lui restait de sa vue, quelque temps avant de s’éteindre, à l’âge de 81 ans.

## Œuvres
Ses ouvrages principaux sont La Biblioteca (1896) et Anales de la Biblioteca (1900), anthologies réunissant des essais critiques, des récits historiques de la Bibliothèque et des documents se rapportant à l’histoire du Río de la Plata. Ses œuvres suivantes, comme Estudios de historia argentina, Ensayo histórico sobre el Tucumán et Mendoza y Garay se distinguent par leur richesse factuelle, par leurs descriptions vivantes des personnages et de leur milieu, et par un style limpide et raffiné. Parmi ses œuvres importantes sont à signaler par ailleurs Fruto vedado (roman), Relatos argentinos, La divisa punzó, Crítica literaria, Las islas Malvinas et, avec mention particulière, en raison de la passion qui s’en dégage, sa Biografía de Liniers, finalement publiée en volume en 1907, après qu’en eurent déjà paru quelques chapitres par anticipation dans la revue de la Bibliothèque.

## Relation avec Borges et hommages

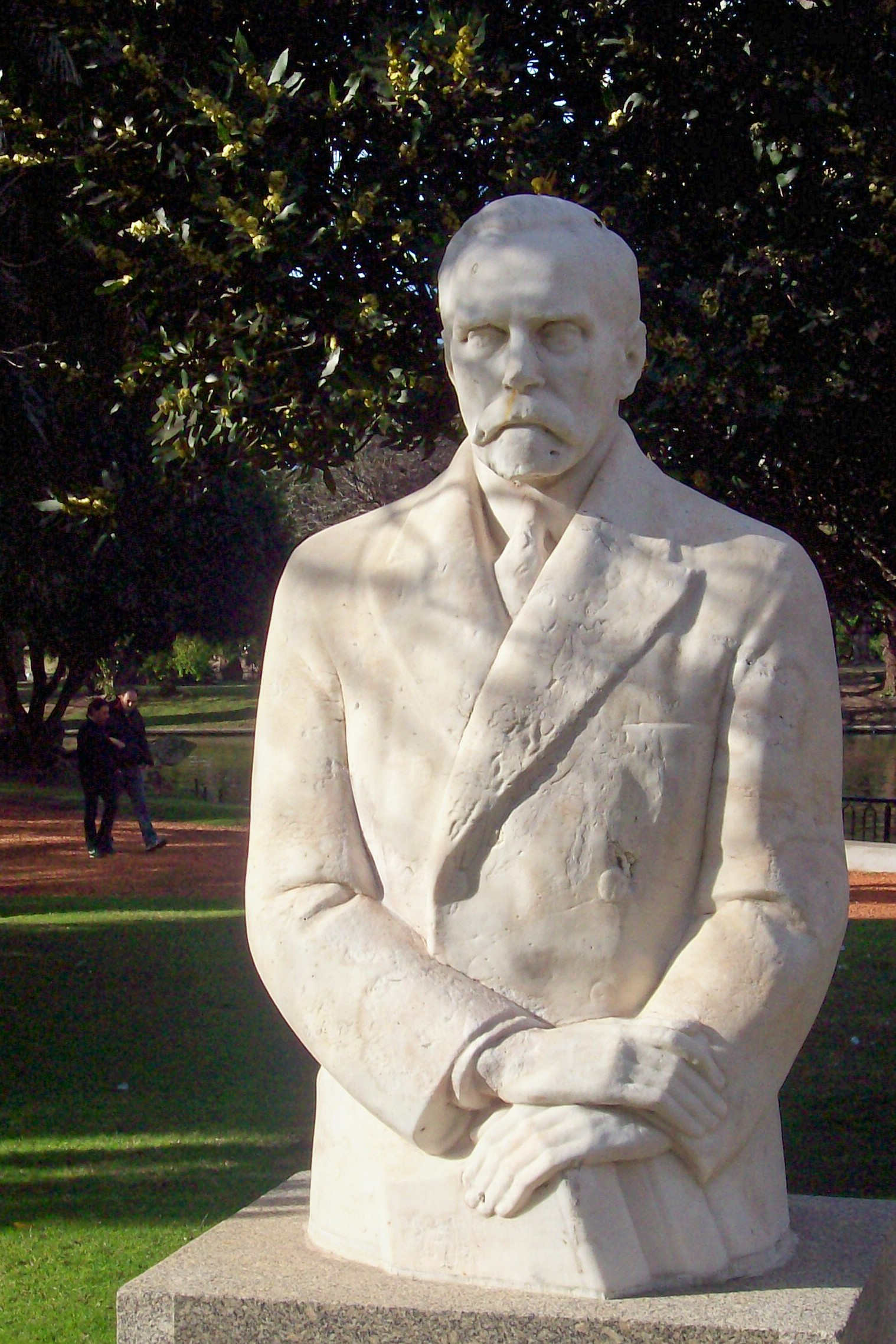
Buste de Groussac dans le parc Tres de Febrero à Buenos Aires.

Il fut donné à Groussac, en tant que rédacteur de la revue Sud-América, de se trouver au centre du monde littéraire argentin. Comme critique, Groussac était redouté en raison de son caractère impitoyable et de son sarcasme fulminant, à telle enseigne que Jorge Luis Borges entreprit d’analyser quelques-uns de ses éreintements littéraires dans un article intitulé Arte de injuriar (1933), paru dans Sur. Le poète nicaraguayen Rubén Darío dédia à Groussac son œuvre intitulée Coloquio de los Centauros.
Sa réputation posthume fut nourrie par les fréquentes mentions de son nom dans les essais critiques de Borges, qui du reste consentit à rédiger sa nécrologie. Dans l’essai autobiographique La ceguera, Borges évoque l’influence exercée par Groussac sur l’écrivain mexicain Alfonso Reyes, qui avait pour lui une grande estime : « Alfonso Reyes, le meilleur prosaïste du castillan de tous les temps, me dit : Groussac, qui était Français, m’a enseigné comment l’on doit écrire en castillan. »
Il y aurait à relever plusieurs parallélismes biographiques entre Groussac et Borges : entre 1955 et 1973, Borges occupa, comme Groussac, le poste de directeur de la Bibliothèque nationale d’Argentine, et tous deux devinrent aveugles lors de l’exercice de cette fonction.
Il fut inhumé au cimetière de la Recoleta, dans le caveau des familles Macías-Soria, mais ses cendres furent transférées quelques années plus tard vers un mausolée érigé en son honneur au cimetière de la Chacarita. Un passage du quartier Monte Castro, le pasaje Paul Groussac, dans la ville autonome de Buenos Aires, a été nommé à sa mémoire.